# Сребрни-Борек
Сребрни-Борек (пол. Srebrny Borek) — село в Польщі, у гміні Шумово Замбровського повіту Підляського воєводства.
Населення — 373 особи (2011).
У 1975-1998 роках село належало до Ломжинського воєводства.

## Демографія
Демографічна структура станом на 31 березня 2011 року:
|          | Загалом | Допрацездатний вік | Працездатний вік | Постпрацездатний вік |
| -------- | ------- | ------------------ | ---------------- | -------------------- |
| Чоловіки | 187     | 46                 | 120              | 21                   |
| Жінки    | 186     | 48                 | 106              | 32                   |
| Разом    | 373     | 94                 | 226              | 53                   |